# Prokop
Prokop – imię męskie pochodzenia greckiego, od προκοπή – prokope, „postęp, rozwój”, w starożytnym Rzymie gens, z którego wywodzili się m.in. Prokopiusz – uzurpator cesarskiego tronu oraz cesarz zachodniorzymski Prokopiusz Antemiusz. Używane też w kościołach chrześcijańskich: wśród patronów święty Prokop (IV wiek) oraz czeski święty Prokop z Sazawy (X/XI wiek).
Prokop imieniny obchodzi 27 lutego, 25 marca i 8 lipca.
Pod tym imieniem byli znani, poza wyżej wymienionymi:
- Prokop z Gazy (ok. 465 – ok. 528) – teolog i retoryk, „chrześcijański sofista”
- Prokopiusz z Cezarei (ok. 490 – ok. 561) – historyk bizantyjski
- Prokop Wielki (Prokop Goły, Andrzej Prokop; ok. 1380–1434) – husycki przywódca
- Prokop Mały (Prokůpek; zm. 1434) – husycki przywódca
- Prokopiusz I (1734–1803) – ekumeniczny patriarcha Konstantynopola w latach 1785–1789
- Prokop Sieniawski (ok. 1602–1626) – rotmistrz (z 1621) i chorąży wielki koronny, nadworny (po 1622), polski szlachcic (herbu Leliwa) i rycerz
- Prokop (1877-1937) – rosyjski biskup prawosławny, święty nowomęczennik

Osoby o tym nazwisku:
- Anna Prokop-Staszecka – polska lekarka
- Artur Prokop – polski piłkarz
- Dominik Prokop – austriacki piłkarz
- Franciszek Prokop – polski policjant
- Izabela Prokop – polska językoznawczyni
- Jan Prokop (ujednoznacznienie)
- Johann Prokop von Schaffgotsche – czeski duchowny
- Kazimierz Prokop – ułan Legionów Polskich
- Krzysztof Prokop – polski prawnik
- Małgorzata Prokop-Paczkowska – polska dziennikarka i poseł
- Marcin Prokop – polski dziennikarz
- Marian Prokop – polski operator filmowy
- Mariusz Prokop – polski piłkarz
- Martin Prokop – czeski kierowca rajdowy
- Michal Prokop – czeski kolarz
- Myrosław Prokop – ukraiński prawnik
- Ondrej Prokop – słowacki hokeista
- Patrik Prokop – czeski hokeista
- Piotr Prokop Siostrzonek – czeski duchowny
- Tadeusz Prokop – polski muzyk
- Wilhelm Prokop – polski działacz patriotyczny
- Zygmunt Prokop – polski koszykarz